# 리카도 호요스
리카도 호요스(영어: Ricardo Hoyos, 1995년 11월 27일 ~ )는 캐나다의 배우이다. 드라마 《데그라시: 더 넥스트 제너레이션》과 《데그라시: 넥스트 클래스》에서 직 노백 역으로 잘 알려져 있다.

## 출연 작품
- 범블비 - 트립 역